# Affaire des Avions renifleurs
 (février 2010).
L'affaire des Avions renifleurs est une affaire politico-financière française durant laquelle Elf Aquitaine, entreprise publique française, a été victime d'une escroquerie  entre 1975 et 1979.  
Elf Aquitaine est approché en 1975 par des escrocs qui prétendent avoir inventé une technologie permettant à des avions de reconnaissance de détecter des gisements de pétrole. Elf obtient l'autorisation de l'État pour lancer de la recherche et du développement de cette technologie, qui n'aboutit à rien. Après l'investigation emblématique menée par Pierre Péan, journaliste à l'hebdomadaire satirique Le Canard enchaîné, l'enquête est reprise par la Justice et débouche sur un scandale politico-financier en 1983. 
L'expression « avions renifleurs » est lancée par Pierre Péan, qui reprend la formulation de son informateur principal, un haut fonctionnaire. Outre l'aspect cocasse de cette mystification et le montant des sommes engagées, le fait que les noms de Valéry Giscard d'Estaing et Raymond Barre soient associés à cette affaire lui donne un réel retentissement. L'ancien président de la République sera exonéré de toute responsabilité par la commission d'enquête parlementaire.

## Contexte

### Deux inventeurs escrocs
Aldo Bonassoli est un agriculteur italien autodidacte (devenu réparateur de télévision et pionnier des effets vidéos). Il est le partenaire d'Alain de Villegas, aristocrate belge. Ce dernier est nanti d'un diplôme d’ingénieur. Lui et Bonassoli sont férus de science et avides de publicité.
À la fin des années 1960, les deux inventeurs prétendent déjà avoir fabriqué un appareil permettant la détection de nappes phréatiques. Le nouvel appareil est censé restituer sur un écran la composition du sous-sol, et donc déterminer l’emplacement de gisements de pétrole. C'est cette nouvelle version qui sera l'objet de la fraude.
Ils rencontrent dans des circonstances obscures un avocat français du nom de Jean Violet. Celui-ci a longtemps travaillé pour le SDECE (les services secrets français de l’époque), en collaboration avec certains responsables de l’Église catholique romaine afin de financer des opérations de déstabilisation dans les territoires satellites de l’Union soviétique via les communautés religieuses locales. C'est pourquoi il a pu développer un réseau de relations important, dont l'ancien président du Conseil Antoine Pinay et Philippe de Weck, un des patrons de l’Union de banques suisses (UBS).

### Premier choc pétrolier et besoin de pétrole
Il est naturel que les promesses d'un tel appareil aient pu intéresser Elf. En effet, alors que la France subissait encore les effets du premier choc pétrolier, une détection aérienne des gisements de pétrole aurait considérablement réduit les frais engagés pour la prospection pétrolière.

## Manipulation

### La médiation avec Elf et les expérimentations
Elf est à l’époque une entreprise publique. Cela implique que les décisions importantes doivent avoir le consentement des représentants de l’État. D’autre part, l’invention pouvait également avoir des implications militaires importantes, notamment dans le domaine de la détection des sous-marins. Enfin, de nombreux membres actifs ou anciens du SDECE travaillaient au sein d'Elf. Ces trois facteurs expliquent pourquoi l’implication des pouvoirs publics est si importante dans cette affaire.
Ce sont ces particularités que vont exploiter les médiateurs. Jean Violet utilise ses connaissances dans les milieux politiques et des services de l’État pour persuader la direction d’Elf d’investir dans le développement de l’appareil. Avec l’aide d’Antoine Pinay, du dirigeant d’UBS, de ses contacts parmi les anciens fonctionnaires des services secrets recyclés chez Elf (dont Jean Tropel, responsable de la sécurité au sein de l’entreprise) et dans la hiérarchie catholique (notamment le révérend père Dubois, dominicain français), il persuade Pierre Guillaumat, président d’Elf à ce moment, de réaliser des expérimentations à travers l’ERAP (Entreprise de Recherches et d’Activités pétrolifères), filiale d’Elf Aquitaine qui vient de perdre ses concessions pétrolières algériennes et irakiennes.
La manipulation devient alors une véritable mystification. En effet, des expériences ont lieu avec un avion équipé de l’appareil des inventeurs au-dessus de sites déjà connus des ingénieurs d’Elf. L’appareil détecte tous les gisements car des sources internes à l’entreprise avaient fourni aux inventeurs les données nécessaires.
Les responsables politiques, dont le président de la République Valéry Giscard d'Estaing et le Premier ministre Raymond Barre, donnent leur agrément. Lors d'une opération au-dessus de la rade de Brest, l'invention bascule de simple secret industriel en secret militaire, l'appareil ayant prétendument signalé une présence d'uranium qui correspond au passage d'un sous-marin nucléaire. Certains responsables d'Elf émettent des doutes mais se résignent à poursuivre le projet, Aldo Bonassoli et Alain de Villegas menaçant de vendre leur appareil aux Américains ou aux Arabes.

### Les contrats
L'expérience débouche le 28 mai 1976 sur un premier contrat pour le perfectionnement et le développement de l’appareil miraculeux. Le premier contrat représentant 400 millions de francs de l’époque est signé à Zurich avec la Fisalma, société panaméenne créée par Villegas et Bonassoli, dont le fondé de pouvoir est Jean Violet. Un deuxième contrat est signé en juin 1977 au château belge de Wolfsberg où de Villegas installe un Centre de recherches fondamentales (CRF). Puis un troisième contrat de 500 millions de francs est signé le 24 juin 1978. Au total, un milliard de francs est engagé. Une partie de la somme sert aux pseudo-recherches, en particulier pour créer le CRF avec une vingtaine de salariés, pour fonder la Compagnie européenne de recherche (CER), entreprise aérienne forte de quatre avions (les « avions renifleurs » dont un Boeing 707 pour des explorations de longue distance), douze pilotes et trente personnes au sol, et pour acquérir un bateau de prospection pétrolière ultramoderne.
Entre-temps, les inventeurs prétendent avoir développé un appareil plus perfectionné et d’autres expériences réussies sont menées. L’une d’elles se déroule en mer d'Iroise en octobre 1976, et semble confirmer le potentiel de l'appareil. Une autre, effectuée au Maroc en août 1978, est un échec, tandis qu'une troisième menée au-dessus du golfe du Lion conduit à la fausse détection de onze gisements, selon le procédé décrit plus haut. Le 5 avril 1979, une autre démonstration embarquée est conduite en présence de Valéry Giscard d'Estaing à Soudron qui se déclarera circonspect. Les inventeurs ont néanmoins soutenu qu'il était enthousiasmé par l'appareil. Plus tard, Valéry Giscard d'Estaing rendra publique une note confidentielle dans laquelle il exprime ses doutes et son inquiétude d'être face à une escroquerie.

### La fin de la manipulation

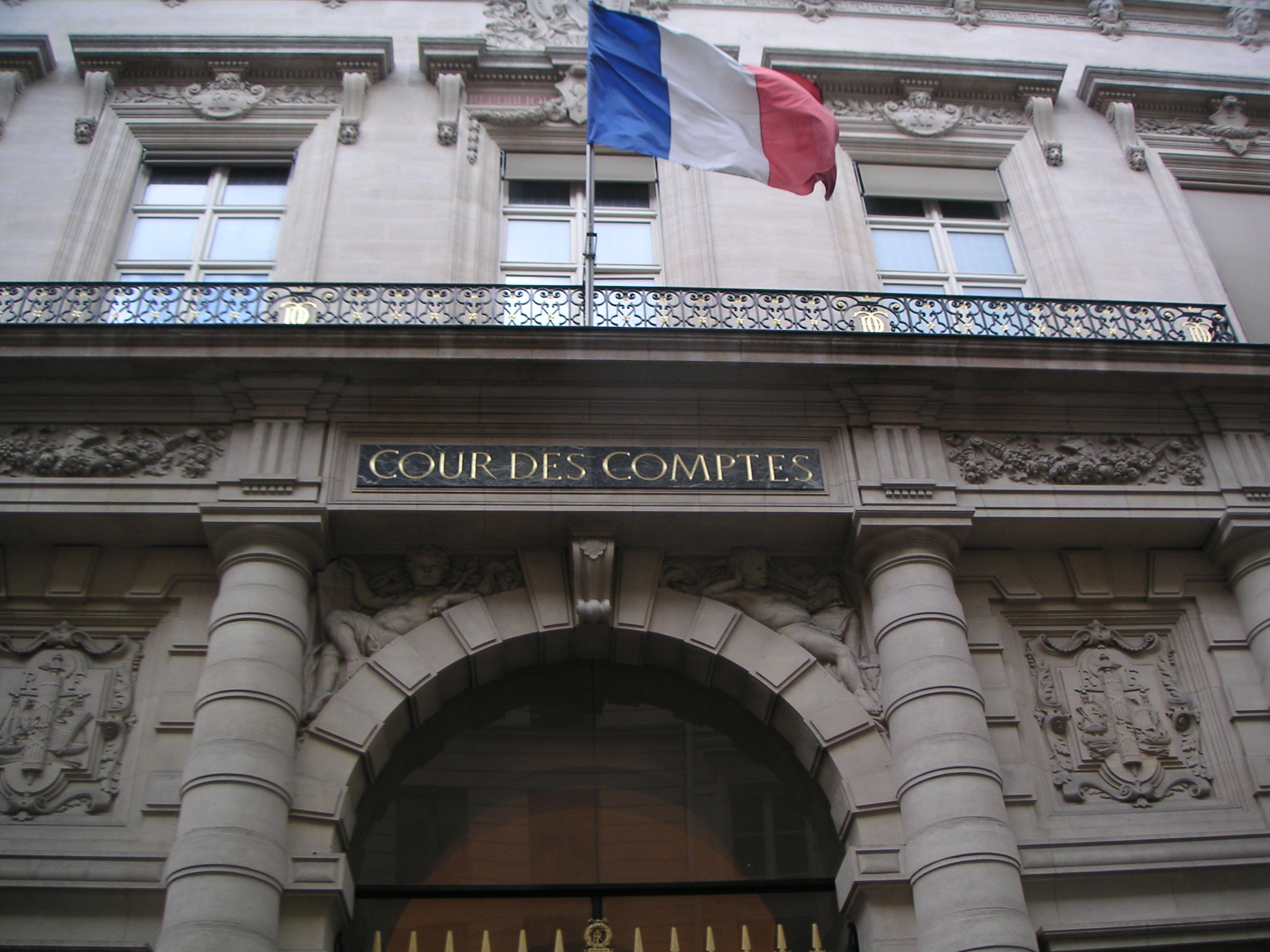
Le siège de la Cour des comptes.

Albin Chalandon, président d'Elf à partir de 1977, diligente deux jeunes physiciens qui ne trouvent pas de trace de fraude. Cependant, la crédibilité des deux inventeurs s’effrite. Ils affirment en effet avoir découvert un gisement de pétrole en Afrique du Sud. Elf perd 100 millions de francs dans des forages dans du basalte qui ne révèlent aucune trace d’or noir ; le basalte étant une roche magmatique et non une roche sédimentaire, comme celles qui renferment habituellement des hydrocarbures.
Jules Horowitz, physicien au Commissariat à l'énergie atomique désigné par le ministre de l’industrie André Giraud, dévoile l’escroquerie par une astuce très simple le 24 mai 1979. Les inventeurs ont l’habitude de démontrer l’efficacité de leur appareil en faisant apparaître sur l’écran un objet placé derrière un mur. Le professeur y dispose une règle. L’image de celle-ci apparaît effectivement, mais Jules Horowitz avait pris soin au préalable de la casser. Or elle apparaît droite sur l’écran. Cela prouve que l’image était une simple photo préalablement rentrée dans l’appareil, Bonassoli peignant lui-même les cartographies des supposés gisements puis les filmant et les incorporant à son appareil. Le 22 juillet 1979, l'association entre les inventeurs et Elf est dissoute, la compagnie pétrolière ne parvenant à récupérer que 500 millions de francs.
Enfin, la Cour des comptes s’intéresse de près à l’opération. Son rapport révèle des manipulations financières au sein d'Elf-Erap qui se soldent par des pertes financières directes et subies de plus de 750 millions de francs et pointe du doigt la légèreté des pouvoirs publics. Raymond Barre exige d’être l’unique destinataire des deux exemplaires du rapport. L'original est détruit en novembre 1982 par le président de la Cour des comptes Bernard Beck.

## Scandale

### La révélation de l'affaire
Le 21 décembre 1983, Le Canard enchaîné révèle au grand public une partie de l’affaire. Il titre : « L’affaire des Avions renifleurs ». 
Dès le lendemain à l’Assemblée nationale, Henri Emmanuelli, alors secrétaire d’État au Budget, qualifie de « forfaiture » la destruction du dernier exemplaire du rapport de la Cour des comptes. Le même jour, Valéry Giscard d'Estaing présente au journal télévisé d’Antenne 2 l’exemplaire du rapport en sa possession et dénonce ceux qui prennent « le risque honteux de l'abaissement de la France ».
Gilbert Rutman, alors numéro 2 du groupe Elf, donne le 27 décembre 1983 une conférence de presse où il s’explique sur les choix de la direction de l’entreprise. Il déclare notamment : « Si c'était à refaire, je le referais. » D’autre part, il confirme que l'utilisation militaire de l’appareil a été envisagée. Le lendemain, Albin Chalandon qualifie l’affaire de « misérable querelle ». Le Canard enchaîné, à l’occasion d'un autre article sur l’affaire, conclut : « Dans ce milieu, il vaut mieux passer pour un JR que pour un gogo. »
Plus tard, le journaliste d’investigation Pierre Péan parvient à se procurer un exemplaire du rapport de la Cour des comptes.
Alors qu'Aldo Bonassoli redevient réparateur de télévision à Lurano, Alain de Villegas, ruiné, se serait retiré, d'après ce que croit savoir Albin Chalandon, dans un monastère en Amérique du Sud.

### L'épilogue de l'affaire
Raymond Barre parle d'« opération basse et indigne » à l'approche de l'élection présidentielle de 1988, pour laquelle il est favori.
François Mitterrand intervient pour que son prédécesseur n'ait pas à être entendu par la commission d'enquête parlementaire mise en place. Le 14 novembre 1984, cette commission rend au président de l'Assemblée nationale un rapport de 650 pages dans lequel elle exonère Valéry Giscard d'Estaing de toute responsabilité, mais se montre critique envers l'ancien Premier ministre Raymond Barre, qui aurait cherché à étouffer l'affaire.

## Les zones d’ombres

### Les intermédiaires
Les responsabilités n'ont pas toutes été mises en lumière. Il semble que de nombreuses personnes au sein d'Elf aient eu connaissance de l'escroquerie et aient volontairement trompé leur direction[réf. souhaitée]. Pierre Péan évoque des ramifications lointaines de l'affaire. Il révèle notamment que certains rendez-vous ont eu lieu en territoire suisse, afin de compliquer les investigations policières et les poursuites judiciaires.

### L'utilisation des fonds détournés
Les crédits ont été versés principalement à Fisalma, une société implantée à Panama et dont le fondé de pouvoir est Jean Violet et le président Philippe de Weck, président de la banque suisse UBS. C'est principalement cette société qui profitera des fonds détournés, et non les deux inventeurs.
Cette même société se trouve liée à un cercle de conservateurs italiens proches de certains membres de la hiérarchie catholique, dont Monseigneur Paul Marcinkus, président de l'Institut pour les Œuvres de Religion (IOR) et impliqué dans l'affaire de la banque Ambrosiano.
Il semble que les fonds détournés aient servi au financement de cette organisation. Cependant, le manque de sources sérieuses ne permet pas à ce jour de connaître toutes les dimensions de cette vaste escroquerie.
Dans son ouvrage de 1986, Les Industriels de la fraude fiscale, Jean Cosson, ancien chef de la section financière du parquet de Paris, devenu conseiller à la Cour de cassation, démontre qu'il s'agit d'une fausse escroquerie. En effet, selon l'ouvrage, les escrocs n'étaient pas crédibles et la somme aurait pu être récupérée. S'appuyant sur le rapport parlementaire et sa propre enquête, Jean Cosson conclut que la décision d'accepter, en toute connaissance de cause, cette fausse escroquerie et ce vrai détournement, incombe au Premier ministre de l'époque, c'est-à-dire Jacques Chirac. Il conclut également que les sommes ont servi, au moins en partie, à constituer une caisse noire électorale pour la droite française.
Alexandre de Marenches, directeur du SDECE de 1970 à 1981, dit dans son livre-interview avec Christine Ockrent Dans le secret des princes (paru en 1986) qu'il a lui été mentionné par ses services, avant que l'escroquerie soit prouvée, qu'il y avait probablement une corruption d'un responsable haut placé, sans donner plus de précisions.

## Postérité
En 1996, un jury populaire américain est convaincu qu'un appareil de détection à distance de tout objet d'après photo est une supercherie, selon ses concepteurs convaincus de fraude une photo capterait de prétendues « ondes de fréquence »[réf. souhaitée].
Dès 1997, mais plus particulièrement à partir de 2001, un Britannique, James McCormick, commence à commercialiser des détecteurs à distance de tout objet (universels) basés sur des détecteurs de balles de golf perdues, qu'il affirme être des détecteurs d'explosifs ou de drogues. Il apparaîtra que les détecteurs de balles de golf (dont il n'est pas le concepteur) sont quasi des coquilles vides alors qu'ils sont présentés comme ayant un fonctionnement proche des détecteurs de métaux qui permettent de trouver un collier sur une plage. Pourtant, pendant près de dix ans, James McCormick en vend plus de 7 000, de 5 000 dollars pièce pour les détecteurs les moins onéreux à 40 000 dollars pour les plus sophistiqués. Le modèle ADE 651 est le modèle le plus récent de son faux détecteur. James McCormick dégagera ainsi plus de 50 millions d'euros de bénéfices. 
L'Irak en est le principal client, suivi par l'Afghanistan, le Niger, l'Arabie saoudite, la Géorgie, l'Algérie, la Thaïlande, la Libye ou encore le Kenya.  Les services de sécurité irakiens auraient ainsi dépensé 40 millions de dollars pour acheter ces antennes censées détecter à distance des bombes, des drogues et des cadavres, pourtant inefficaces. En 2008, des policiers belges découvrent qu'un appareil de détection à distance de tous types de substances criminelles (drogues, explosifs) est une supercherie. Il s'agit du même appareil mis en vente par James McCormick.
L'affaire n'est pas jugée en Belgique mais transmise aux autorités diplomatiques car il s'avère qu'entre 2001 et 2008 l'appareil est homologué et promu par l'ONU (via des Britanniques). Deux ans plus tard, la fraude est reconnue par la justice britannique. En 2013, James McCormick est condamné à Londres à dix ans de prison.
Cependant le produit est encore utilisé dans des pays en développement en 2014, en particulier les autorités afghanes et irakiennes équipées par les coalitions alliées sous égide de l'ONU. Il n'est pas écrit que les autorités comptent sur l'effet placebo mais c'est une pratique courante en sécurité ; il est écrit que la procédure est que si l'agent a la « sensation » qu'une personne est positive au contrôle par l'appareil, il est autorisé à la fouiller classiquement (mise en joue, dépôt à terre de tout ce que porte la personne, fouille manuelle).
Ainsi, malgré la fraude avérée, ces ADE 651 sont toujours utilisés, créant un faux sentiment de sécurité dans une des régions les plus menacées du monde. L'aéroport international Jinnah, au Pakistan, attaqué le 8 juin 2014, était protégé, selon un quotidien britannique, par des forces de sécurité armées équipées d'ADE 651. De plus, la confiance d'autres victimes de la fraude, comme le Kenya, reste inébranlable. Le responsable irakien de ces investissements a été condamné pour corruption en 2011, ayant reçu des pots de vin du fabricant des ADE 651,.

### Émission radio
- "Le scandale des avions renifleurs : un océan de mensonges pour pas une goutte de pétrole", Affaires sensibles, France-Inter, jeudi 29 janvier 2015

### Filmographie
- Extravagante affaire des Avions renifleurs - France 3, 26 mars 2012
- Dans la série "Les Grandes escroqueries", "Aldo Bonassoli et Alain de Villegas, le french flair" réalisé par Marc Maouad Planète Maydia Production 2010